# Almudaina (kommunhuvudort)
Almudaina är en kommunhuvudort i Spanien.   Den ligger i provinsen Provincia de Alicante och regionen Valencia, i den östra delen av landet, 300 km sydost om huvudstaden Madrid. Almudaina ligger 581 meter över havet och antalet invånare är 113.
Terrängen runt Almudaina är kuperad. Runt Almudaina är det glesbefolkat, med 20 invånare per kvadratkilometer. Närmaste större samhälle är Alcoy, 12,2 km sydväst om Almudaina. Trakten runt Almudaina består till största delen av jordbruksmark.